# Erich Rothacker
Erich Rothacker (Pforzheim, 12. travnja 1888.  – Bonn, 11. kolovoza 1965.) bio je njemački filozof i psiholog, osnivač je kulturne antropologije.

## Djela
- Über die Möglichkeit und den Ertrag einer genetischen Geschichtsschreibung im Sinne Karl Lamprechts. Dissertation. (1912)
- Einleitung in die Geisteswissenschaften. Habilitationsschrift. Mohr, Tübingen (1920). 2. izdanje  (1930) Nahdruck 1972.
- Logik und Systematik der Geisteswissenschaften. (1926) 3.izdanje (1948)
- Geschichtsphilosophie. In: A. Baeumler, M. Schröter (Hrsg.): Handbuch der Philosophie.  (1934) Str. 3–150.
- Kulturen als Lebensstile. In: Zeitschrift für deutsche Bildung. (1934)
- Das Wesen des Schöpferischen. In: Blätter für deutsche Philosophie.  10 svezak, (1937)
- Die Schichten der Persönlichkeit.  (1938)
- Probleme der Kulturanthropologie. In: Nicolai Hartmann (Hrsg.): Systematische Philosophie.  (1942) Str. 59–119.
- Mensch und Geschichte. Alte und neue Vorträge und Aufsätze. (1944)
- Die Kriegswichtigkeit der Philosophie. (1944)
- Schelers Durchbruch in die Wirklichkeit. (1948)
- Selbstdarstellung. (1940). In: Werner Ziegenfuß, Gertrud Jung (Hrsg.): Philosophen-Lexikon. Handwörterbuch der Philosophie nach Personen.  (1949/1950)
- Die Wirkung des Kunstwerkes. In: Jahrbuch für Ästhetik und allgemeine Kunstwissenschaft.  (1952/1953) Str. 1–22.
- Die dogmatische Denkform in den Geisteswissenschaften und das Problem des Historismus. (1954), Str. 239–298.
- Psychologie und Anthropologie. ( 1957)
- Heitere Erinnerungen.  (1963)
- Intuition und Begriff. (1963)
- Filozofska antropologija. Veselin Masleša, Sarajevo 1985.

### Postumna djela
- Zur Genealogie des menschlichen Bewußtseins. (1966)
- Gedanken über Martin Heidegger. (1973)
- Das „Buch der Natur“. Materialien und Grundsätzliches zur Metapherngeschichte. Aus dem Nachlaß herausgegeben und bearbeitet von Wilhelm Perpeet. (1979)